# Jhonkensy Noel
Jhonkensy Noel (San Pedro de Macorís, República Dominicana, 15 de julio de 2001), es un jugador profesional dominicano de béisbol que se desempeña en la posición de jardinero derecho en Cleveland Guardians, equipo de las Grandes Ligas de Béisbol (MLB).

## Carrera
En 2024, Noel hizo su debut en la MLB con el equipo Cleveland Guardians, donde lleva jugando una temporada.